# Donald 2. af Skotland
Donald II (Domnall mac Causantín, død 900) var konge af Skotland fra 889 til sin død. Han var søn af Konstantin I, nevø af Aedh og fætter af Eochaid. 
Donald tog tronen med magt som en hævnhandling. Kong Giric, som herskede sammen med forgængeren Eochaid, havde myrdet onkelen Aedh i 878. Da Giric døde, drev Donald sin fætter ud af landet og tog tronen selv. 
Under Donald II kom kongedømmet Strathclyde under skotsk overhøjhed. Ulsterannalerne gik dermed over til at tale om ri Alban, Albas konge, i stedet for rex pictorum, pikternes konge, som havde været titlen til forgængerne. Danerne fortsatte med at invadere Skotland, først og fremmest for at tage kontrol over områder i grænseområdet mellem Skotland og de angelsaksiske riger. Danerne erobrede også det nordlige Skotland. Oven i kampene mod danerne måtte Donald II også forsøge at tøjle banditter i højlandet. 
Detaljerne omkring hans død er obskure og usikre. Ifølge en historie blev han dræbt ved Dunottar, mens skotterne slog en dansk invasion tilbage. Men ifølge en anden historie døde han en naturlig død, fordi hans helbred var blevet meget svækket under stridighederne i højlandet. Han blev gravlagt på Iona, hvor også kongerne af Dalriada og de tidligste skotske konger blev stedt til hvile. 
Donald II blev efterfulgt af fætteren Konstantin II. Hans søn blev senere kronet som Malcolm I. 